# Dāvis Spriņģis
Dāvis Spriņģis (27 de enero de 1995) es un deportista letón que compite en bobsleigh en la modalidad cuádruple.
Ganó una medalla de plata en el Campeonato Mundial de Bobsleigh de 2023 y dos medallas en el Campeonato Europeo de Bobsleigh, en los años 2022 y 2024.
Participó en los Juegos Olímpicos de Pekín 2022, ocupando el quinto lugar en la prueba cuádruple.

## Palmarés internacional
| Campeonato Mundial | Campeonato Mundial   | Campeonato Mundial | Campeonato Mundial |
| Año                | Lugar                | Medalla            | Prueba             |
| ------------------ | -------------------- | ------------------ | ------------------ |
| 2023               | Sankt Moritz (Suiza) | Medalla de plata   | Cuádruple          |
| Campeonato Europeo |                      |                    |                    |
| Año                | Lugar                | Medalla            | Prueba             |
| 2022               | Sankt Moritz (Suiza) | Medalla de oro     | Cuádruple          |
| 2024               | Innsbruck (Austria)  | Medalla de bronce  | Cuádruple          |